# Cengong
Cengong (chinesisch 岑巩县, Pinyin Céngǒng Xiàn) ist ein chinesischer Kreis des Autonomen Bezirks Qiandongnan der Miao und Dong im Südosten der chinesischen Provinz Guizhou. Er hat eine Fläche von 1.470 km² und zählt 163.100 Einwohner (Stand: Ende 2018). Sein Hauptort ist die Großgemeinde Siyang (思旸镇).

## Administrative Gliederung
Auf Gemeindeebene setzt sich der Kreis aus vier Großgemeinden und sieben Gemeinden (davon eine Nationalitätengemeinde) zusammen. 